# Oscar Nakasato
Oscar Fussato Nakasato (Maringá, 1963) é um escritor e professor universitário brasileiro pela Universidade Tecnológica Federal do Paraná. Seu romance Nihonjin, de 2011, que trata da história e da experiência de uma família nipo-brasileira, ganhou o Prêmio Jabuti na categoria Romance Literário em 2012.

## Biografia
Nakasato nasceu em 1963 em Maringá, Paraná, neto de imigrantes japoneses. Cursou letras na Universidade Estadual de Maringá , fez mestrado em Teoria da Literatura e doutorado em literatura brasileira na Universidade Estadual Paulista. Foi também colaborador do caderno Ilustrada, do Folha de S.Paulo, onde escrevia críticas sobre obras japonesas. É professor em literatura e letras na Universidade Tecnológica Federal do Paraná.
Nakasato vive desde 2007 em Apucarana, é casado e tem dois filhos.

## Obras
- Nihonjin (2011)
- Dois (2017)[6]
- Ojiichan (2024)[7]

## Prêmios

#### PorNihonjin
- 2011 - Prêmio Benvirá de Literatura; [8]
- 2012 - Prêmio Jabuti, na categoria Romance Literário[2].